# El nen i la bèstia
El nen i la bèstia o El xiquet i la bèstia (バケモノの子 Bakemono no Ko) és una pel·lícula d'animació japonesa d'acció, aventures i fantasia dirigida per Mamoru Hosoda. Es va estrenar l'11 de juliol del 2015 al Japó. Aquesta pel·lícula ha estat subtitulada en català i també doblada al català, i es pot veure a la plataforma en línia de Filmin.cat. Es ven en DVD i Blu-Ray per la distribuïdora i productora de cine barcelonina A Contracorriente Films. S'estrenà el 6 de gener de 2023 a la cadena de televisió valenciana À Punt amb doblatge valencià i estigué disponible per a veure a la carta fins al 14 de gener d'aquest mateix any.

## Argument
En Ren (蓮) és un nen de nou anys que acaba de perdre la seva mare, amb la qual ha viscut des del divorci dels seus pares. Sense saber res del seu pare, rebutja viure amb els seus tutors legals i s'escapa cap als carrers de Shibuya, enfadat amb tothom.
A la ciutat de les bèsties, Jūtengai (渋天街), el Venerable (宗師, Shūshi) ha decidit que es retirarà per així poder reencarnar-se en un déu. Per això nomena dos successors potencials: en Iōzen (猪王山), molt popular entre els ciutadans i pare de dos fills, i en Kumatetsu (熊徹), fort però solitari i trist. El Venerable li suggereix a en Kumatetsu que busqui i aculli a un aprenent amb l'esperança de succeir-lo. Mentre passeja pels carrers de Tòquio amb el seu company, en Tatara (多々良). En Kumatetsu topa amb en Ren i li pregunta si vol ser el seu aprenent. En Ren s'hi nega rotundament, però segueix els passos d'en Kumatetsu cap a Jūtengai a causa de la curiositat, però després no és capaç de tornar al món humà. Allà presencia la batalla entre en Iozen i en Kumatetsu, i l'impressiona la persistència d'en Kumatetsu, encara que ningú del públic no l'està animant. Encara que en Ren li dona ànims, davant la incredulitat dels presents, en Kumatetsu és derrotat. No obstant, el Venerable declara que la batalla per a decidir el successor serà més endavant.
En adoptar en Ren, en Kumatetsu el bateja com a Kyūta (九太) a causa de la seva edat (Kyū és nou en japonès, Kyūta significa nen de nou anys). La seva primera sessió d'entrenament no va bé, ja que en Kumatetsu no sap ensenyar, encara que en Kyūta s'adona que pot aprendre d'ell imitant-lo, mentrestant realitza les feines de la casa. Arribats a un punt, el nen ja pot predir els moviments del seu mestre i pot moure's com ell. En Kumatetsu, sorprès, decideix que el noi està llest i comencen a entrenar junts.
Vuit anys més tard, en Kyūta es converteix en un popular lluitador de kendo i espera que algun dia el seu mestre estigui orgullós d'ell. Per la seva afiliació amb en Kyūta, en Kumatetsu comença a ser admirat per la gentada, fins i tot pel fill petit d'en Iōzen, i rep moltes sol·licituds de nens que volen entrenar amb ell. Casualment, en Kyūta descobreix el camí de tornada al món humà, i allà hi coneix la Kaede (楓), una estudiant que l'ajuda a recuperar els anys sense haver anat a l'escola. Mentrestant, en Kyūta troba el seu pare i descobreix que està disposat a recuperar el temps perdut. Confós per aquesta doble vida, no sap si viure com a Ren o com a Kyūta. Després de rebutjar tant el seu pare com en Kumatetsu, descobreix el gran buit (foscor) que té en el seu interior i que gairebé el domina, però la Kaede el tranquil·litza i li dona una polsera vermella per a ajudar-lo en els moments difícils.
El dia del combat per la successió, en Kumatetsu perd la confiança sense el suport d'en Kyūta i és reduït amb facilitat per en Iōzen. No obstant, en Kyūta, que era secretament entre el públic comença a animar-lo i en Kumatetsu aconsegueix vèncer en Iōzen. Quan en Kumatetsu és declarat vencedor i nou Venerable, es descobreix que el fill gran d'en Iōzen, l'Ichirōhiko (一郎彦), era realment un humà que en Iōzen va trobar abandonat pels carrers de Tòquio i que va decidir adoptar sense revelar-li el seu veritable origen. Com en Kyūta, l'Ichirōhiko presenta un gran buit en el seu interior i amb els seus poders mentals fereix de gravetat en Kumatetsu. En Kyūta és posseït per la seva foscor i gairebé mata l'Ichirōhiko, però recupera les nocions dels sentits gràcies a la polsera de la Kaede. L'Ichirōhiko desapareix després de ser consumit per la foscor.
En Kyūta decideix anar al món humà per enfrontar-se amb l'Ichirōhiko. La Kaede es nega a deixar-lo sol i són atacats per ell, que ha adoptat la forma d'una balena. Incapaç de superar l'Ichirōhiko, en Ren decideix usar el seu propi buit per a absorbir la seva energia negativa encara que això impliqui la seva pròpia mort. Abans de sacrificar-se, en Kumatetsu fa servir el seu nou privilegi com a Venerable i reencarna en un déu. En Komatetsu adopta la forma d'una espasa, l'espasa del cor d'en Kyūta, reomplint així el seu forat i tots dos aconseguint vèncer l'Ichirōhiko.
Després del combat, en Ren celebra la seva victòria amb la Kaede a Jutengai i decideix tornar al món dels humans. Després de fer les paus amb el seu pare i amb ell mateix, assisteix a la universitat i conserva en Kumatetsu en el seu cor. L'Ichirōhiko, que no havia mort, desperta envoltat de la seva família adoptiva, comprenent que, com en Ren, era un humà criat per bèsties i aconsegueix acceptar aquest fet.

## Veus
| Personatge               | Doblatge                                  | Doblatge                                     |
| Personatge               | Japonès                                   | Català                                       |
| ------------------------ | ----------------------------------------- | -------------------------------------------- |
| Kumatetsu (熊徹)         | Kōji Yakusho                              | Juan Carlos Gustems                          |
| Kyūta (九太)/Ren (蓮)    | Shōta Sometani (adult) Aoi Miyazaki (nen) | Masumi Matsuda (adult) Roser Aldabó (nen)    |
| Kaede (楓)               | Suzu Hirose                               | Estela Vilches                               |
| Tatara (多々良)          | Yo Oizumi                                 | Albert Mieza                                 |
| Hyakushūbō (百秋坊)      | Lily Franky                               | Antoni Forteza                               |
| Sūshi (宗師) (Venerable) | Masahiko Tsugawa                          | Enric Isasi-Isasmendi                        |
| Iōzen (猪王山)           | Kazuhiro Yamaji                           | Jordi Royo                                   |
| Ichirōhiko (一郎彦)      | Mamoru Miyano (adult) Haru Kuroki (nen)   | David Jenner (adult) Elisabet Bargalló (nen) |
| Jirōmaru (二郎丸)        | Kappei Yamaguchi (adult) Momoka Ono (nen) | Pep Papell (adult) Meritxell Ané (nen)       |
| Chiko (チコ)             | Sumire Morohoshi                          | (animal, no es dobla)                        |
| Pare d'en Kyūta          | Keishi Nagatsuka                          | Pep Ribas                                    |
| Mare d'en Kyūta          | Kumiko Aso                                | ???                                          |
| Venerable del Bosc       | ???                                       | Ariadna de Guzmán                            |
| Gat Venerable            | ???                                       | Miquel Bonet                                 |

Fonts: Anime News Network.

## Llançament
La pel·lícula va ser estrenada l'11 de juliol del 2015, al Japó. Va rebre la seva estrena internacional en el Festival Internacional de Cinema de Toronto i la seva estrena al Regne Unit en el Festival de Cinema de Londres el 16 d'octubre del 2015.
El desembre del 2014, Gaumont va adquirir els drets de venda fora d'Àsia i de distribució a França. La pel·lícula va debutar a les sales de cinema seleccionades als Estats Units el 4 de març del 2016. El 13 de gener del 2016 es va estrenar a França. Funimation va llicenciar la pel·lícula per l'estrena als Estats Units. La cadena de cinemes nord-americana AMC per un breu període va anunciar el seu llançament pel 12 de febrer del 2016, però posteriorment es va endarrerir fins al 4 de març del 2016. Els drets de distribució al Regne Unit i Irlanda van ser adquirits per StudioCanal, a Austràlia per Madman Entertainment, a Canadà per Mongrel Media, a Espanya (doblatge català i castellà) per "A contracorriente films", a Mèxic per Arcade Media i a l'Equador per Venus Films.

## Recepció

### Taquilla
A la setmana de la seva estrena, va fer-se la pel·lícula número 1 en taquilla al Japó, amb uns ingressos aproximats de 5,4 milions d'USD en 457 sales. La pel·lícula va ser la segona amb més recaptació del Japó de l'any 2015, amb un total acumulat de 48,6 milions d'USD. A l'Argentina va estar 2 setmanes en cartellera, venent 5.000 entrades. A Xile va estar 2 setmanes en cartellera, venent 4.200 entrades.

### Reacció crítica
Rotten Tomatoes la classifica (de forma agregada) del 89%, a partir de 57 crítiques, amb una puntuació mitjana de 7,5 sobre 10. Metacritic, que utilitza una mitjana ponderada, la puntua amb un 65 sobre 100, segons 14 crítiques, indicant «crítiques favorables en general».
Richard Eisenbeis de Kotaku, va comparar la pel·lícula amb El llibre de la Selva i va dir: «[El nen i la bèstia] és una aventura sobre el pas de la infantesa al món adult, per una banda, i una exploració temàtica per l'altra. És una d'aquelles pel·lícules perfectes per a qualsevol grup d'edat—hi ha alguna cosa que aconsegueix "omplir" a tothom». Andy Webster del The New York Times va dir, "Mamoru Hosoda és hàbil amb les escenes de lluita i la seva escenografia — el món de les bèsties en tonalitats pastel i una Shibuya apagada, evoca per moments perspectives de càmeres de seguretat i angles forçats— són increïbles." Tot i això, Webster va criticar als personatges i els seus conflictes, com «massa genèrics». Charles Solomon de Los Angeles Times elogià l'animació i guió de la pel·lícula, dient, «El nen i la bèstia és un encantador conte de dos individus imperfectes que troben l'amor i la disciplina primordials per ocupar el seu lloc en els seus respectius mons».

### Premis
- Premi de l'Acadèmia Japonesa a la Millor pel·lícula d'animació (2016).